# Aldehuela de Liestos
Aldehuela de Liestos és un municipi de la província de Saragossa, a la comunitat autònoma d'Aragó i enquadrat a la comarca de la Camp de Daroca.